# Belomorsk
Belomorsk (en ruso: Беломо́рск, en finés: Sorokka) es una ciudad de la República de Carelia (Rusia) y el centro administrativo del ókrug municipal homónimo. Ubicada en la costa oeste del golfo de Onega, a orillas del mar Blanco.

## Historia
Belomórsk comenzó siendo una villa llamada Soroka o Sorotskaya (Соро́ка o Сороцкая). En los registros oficiales del Imperio ruso se conoce como Sorotskoye. Belomórsk es el centro cultural de Pomorie. Algunos de los lugares históricos cercanos a la ciudad son Zalavruga y Besovi Sledki, con sus antiguos petroglifos. Durante la Segunda Guerra Mundial fue la sede temporal del gobierno de la República Socialista Soviética Carelo-Finesa.

## Administración
Es la capital del raión homónimo. Desde 2023, el raión toma la forma jurídica de ókrug municipal, por lo que el ayuntamiento de la ciudad extiende su jurisdicción sobre todo el raión. El territorio propio de la ciudad, como subdivisión de desconcentración administrativa del raión, y hasta 2023 con ayuntamiento propio, incluye como pedanías los posiólok de Zolotiets, Posiólok pri 18 shliuze BBK, Posiólok pri 16 shliuze BBK y Posiólok pri 17 shliuze BBK y las aldeas de Shizhnia, Výgostrov, Sálnavolok y Mátigora.

## Galería

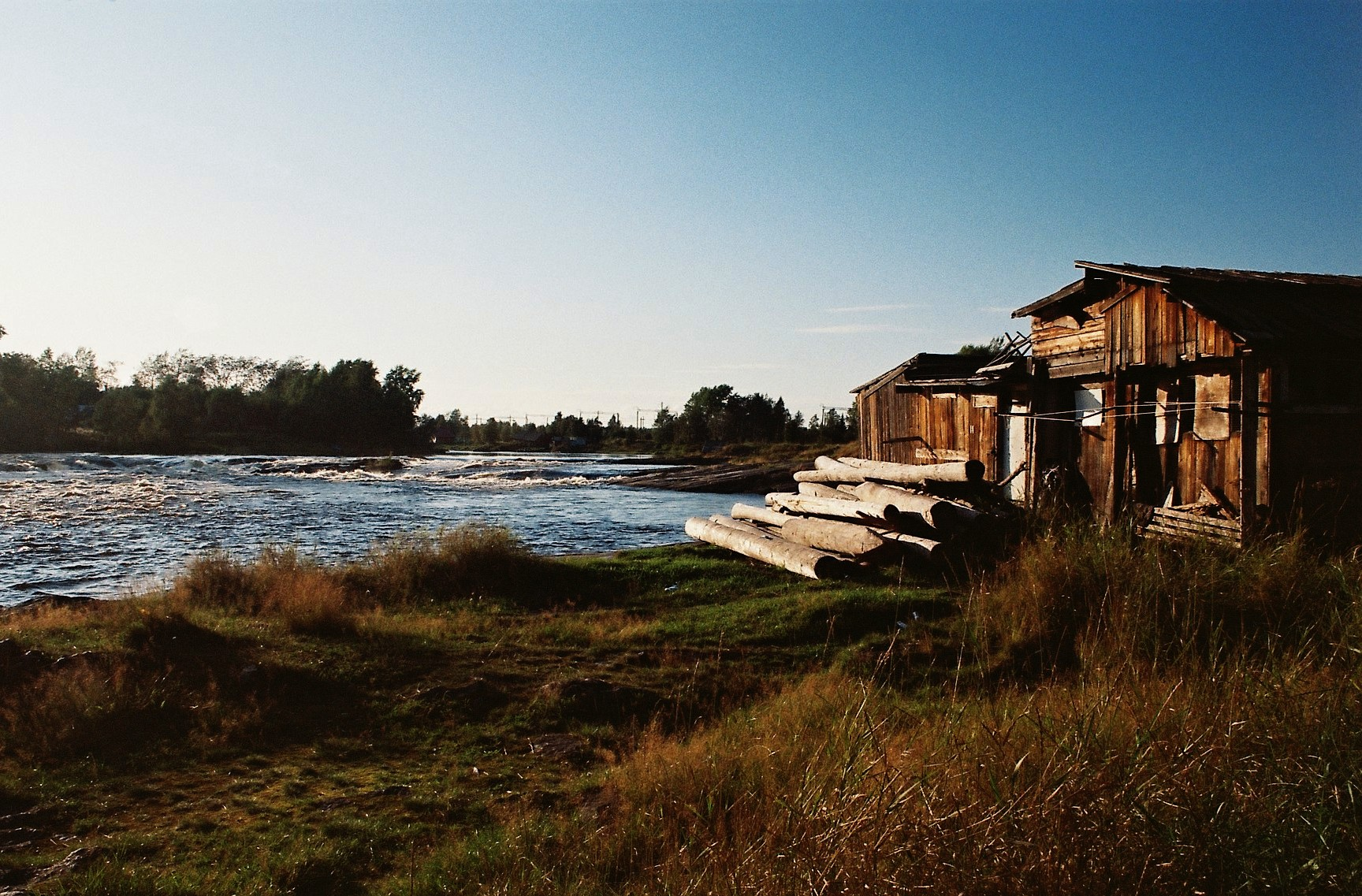
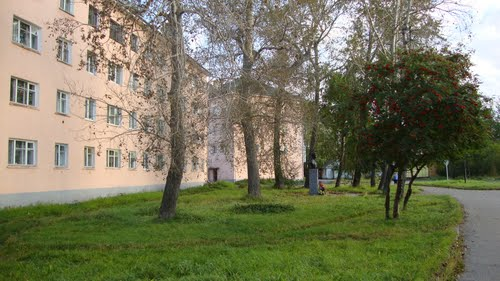
Parque de Belomorsk
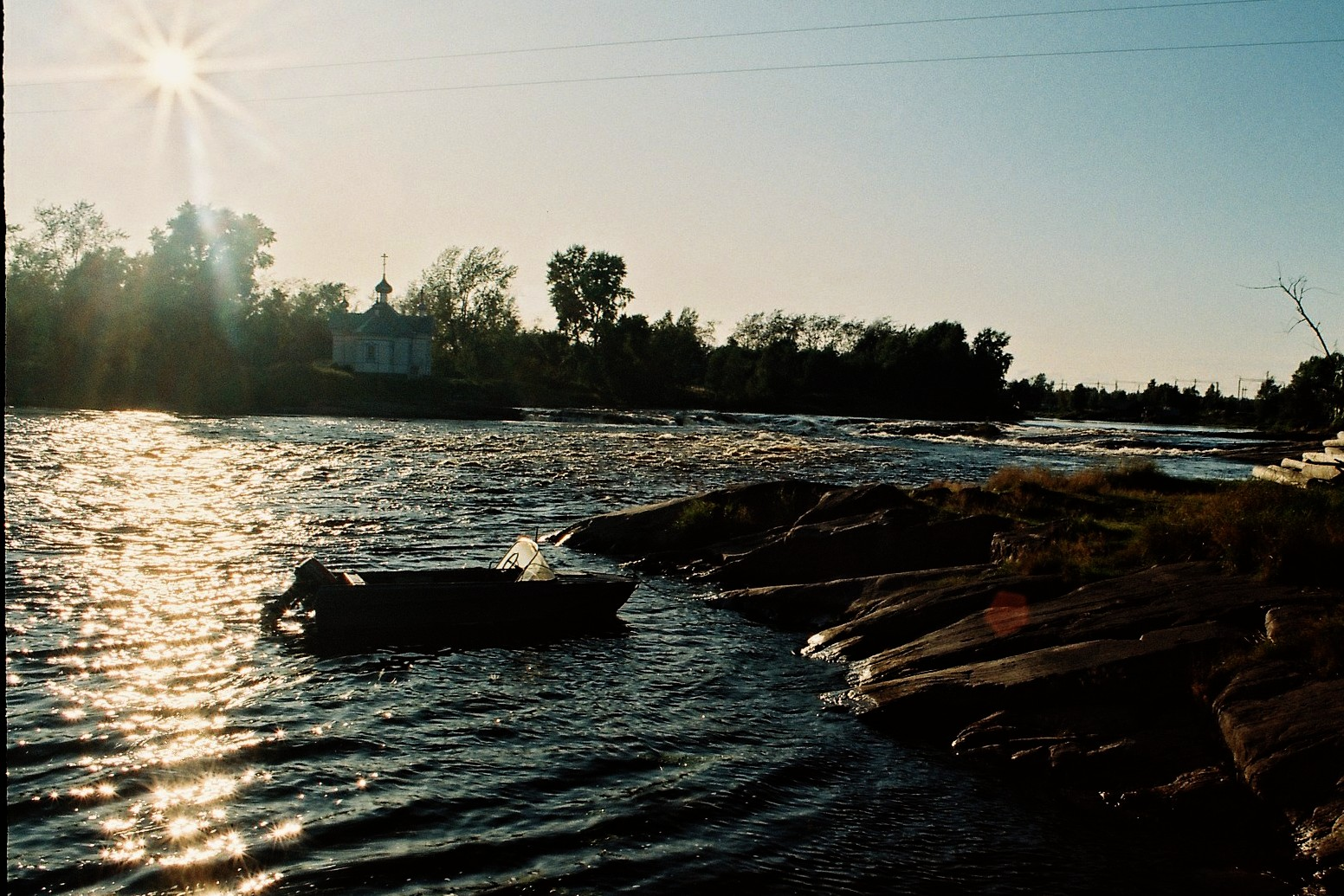
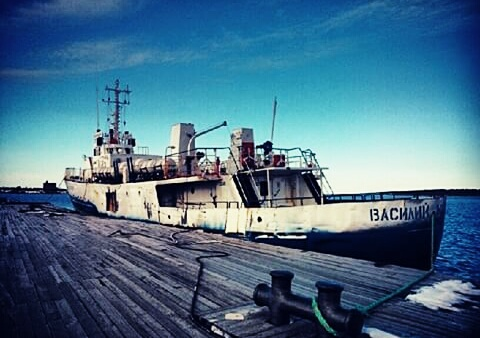
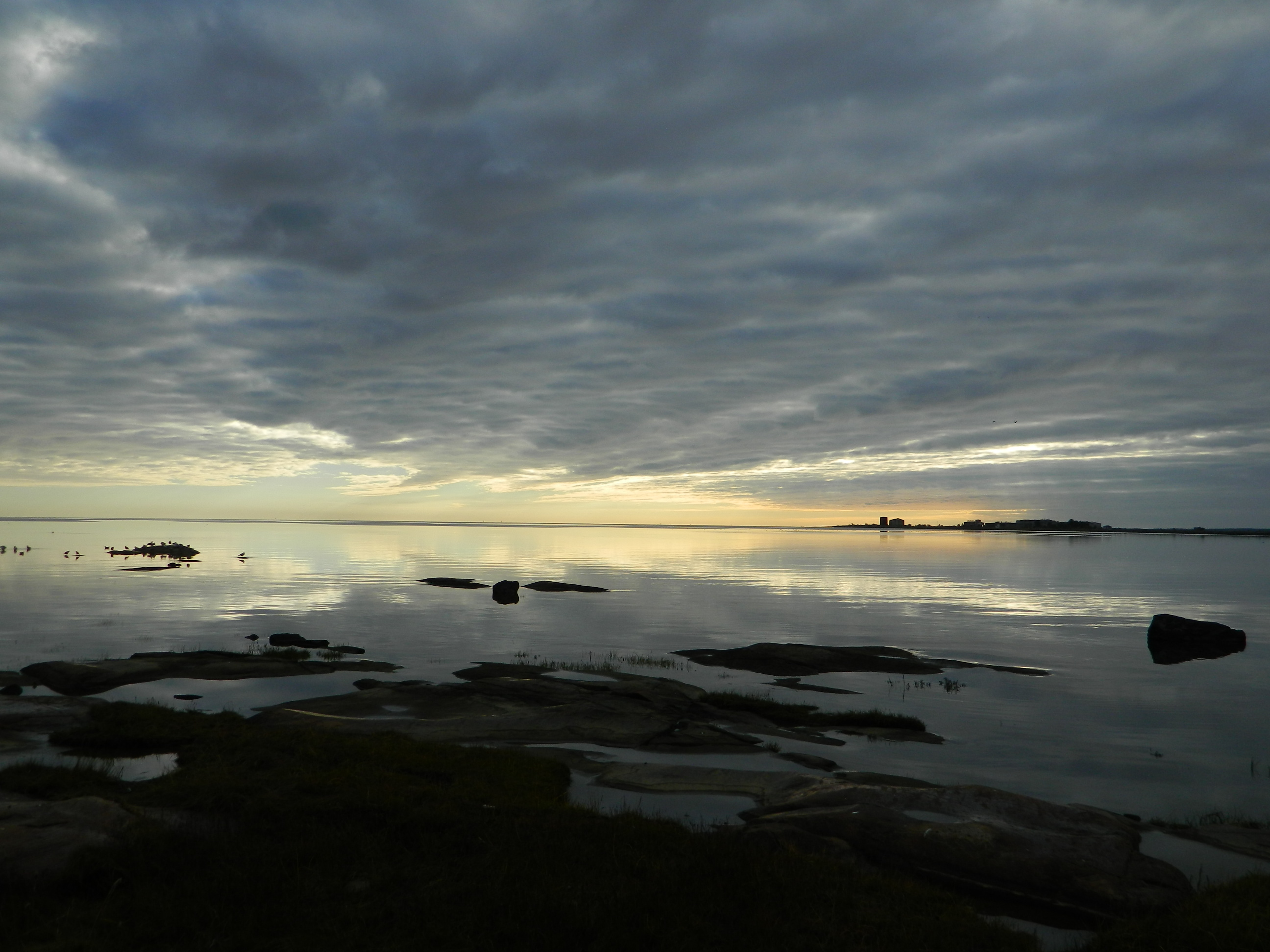
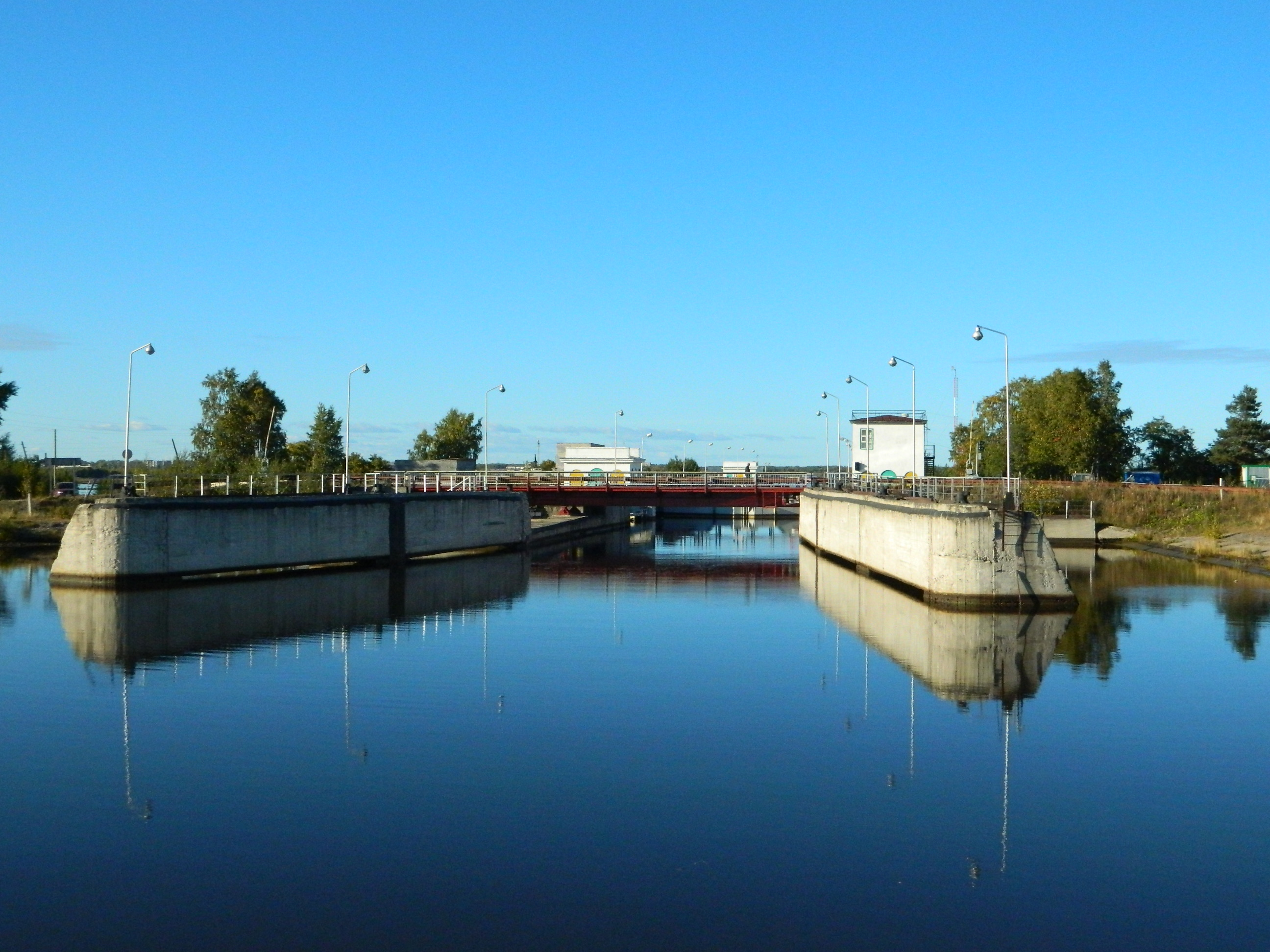
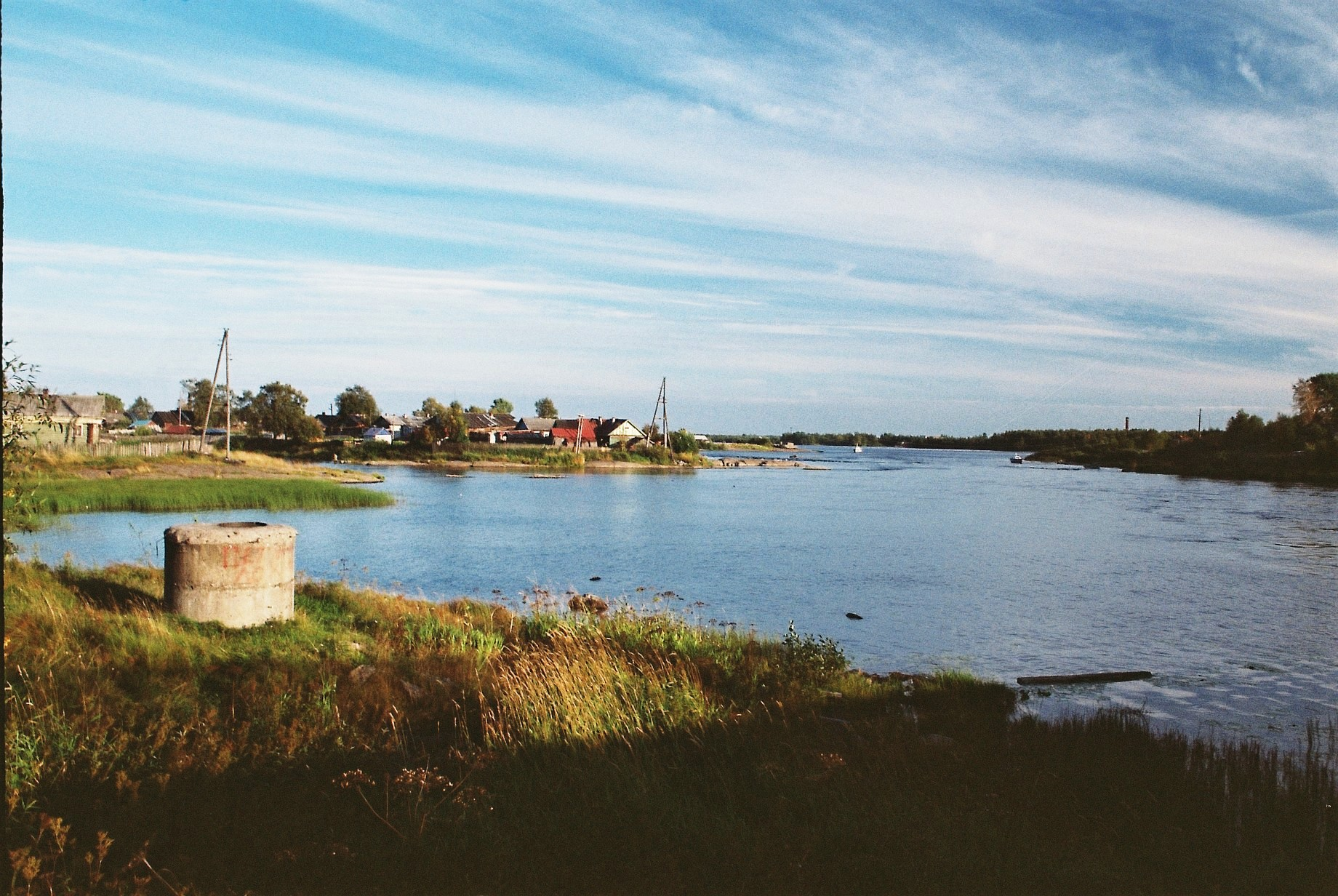